# Acton (Maine)
Acton város az USA Maine államában, York megyében. Lakosainak száma 2671 fő (2020. április 1.).

## Népesség
A település népességének változása:

| 2010 | 2 447 |
| 2020 | 2 671 |